# Office Image Explorer v.1.4
Office Image Explorter (англ. Office Image Explorter) — Ця програма дозволяє вам витягати картинки з документів MS Word і MS Power Point , що особливо корисно у випадку якщо початкові графічні файли втрачені, а картинку потрібно змінити.

## Функції
- Витягання графічних файлів у тому ж вигляді, в якому вони були вставлені в документ.

- Не вимагає установки MS Office

- Підтримка Windows 2000, XP , 2003, Vista

- Підтримка документів PowerPoint і Word 2000, XP , 2003

- Зберігає картинки у форматах JPG , PNG, TIFF , BITMAP

- Швидке витягання картинок